# Да нямаш 100 рубли...
„Да нямаш 100 рубли...“ (на руски: Не имей 100 рублей…) е съветска комедия от 1959 г. на режисьора Генадий Казанский. Филмът е заснет от киностудиото Ленфилм.

## Сюжет
Директорът на музея по краезнание Иван Андреевич Бажанов, ентусиазиран от своята работа, предприема пътуване в търсене на заровено съкровище. Той взима със себе си случайно срещнати по пътя хора. В търсене на съкровището, те откриват най-ценните неща в живота – истинското приятелство и голямата човешка любов.

## В ролите
- Александър Никитин, като директора на музея по краезнаниие Иван Андреевич Бажанов
- Павел Рудаков, като шофьора Василий Василиевич Гуляев, глава на многодетно семейство
- Людмила Шагалова, като ботаника Нина Платоновна Корецкая
- Елена Немченко, като Надя Захарова
- Сергей Сибел, като студента от консерваторията Серьожа
- Виктор Харитонов, като оператора на кинохрониката Юрий Селиверстович Порошин
- Евгений Леонов, като заместник-директора на музея по продоволствената част Иван Сергеевич Мухин
- Стапан Крийлов, като председателя на горското стопанство Михаил Фьодорович Апухтин
- Алексей Смирнов, като шофьорът на камион в епизод

## Интересни факти
Първоначално за режисьор на филма е избран Елдар Рязанов, но в последния момент той се отказва от снимките, с което си докарва не малко неприятности и практически остава без работа за около година. Според него един посредствен и неинтересен филм ще донесе на всички по-скоро вреда.
Заглавието на филма е измислено от Елдар Рязанов.
Филма е заснет в Тираспол. Сградата на тирасполския Дом на съветите във филма е представен като Министерството на финансите, където нашите герои отнасят намереното съкровище.